# 齐云社
齐云社也称圆社，是宋朝全国性的蹴鞠社团，类似现在的足球协会。每年都要组织山岳正赛，也就是全国锦标赛。